# Co-ed Fever
Co-ed Fever is een Amerikaanse sitcom, die gaat over een studentencorps. Men haalde inspiratie uit de film National Lampoon's Animal House (1978). Hoewel zes afleveringen werden opgenomen, werd het programma al na één aflevering van de buis gehaald.
De serie speelde zich af in een studentenhuis voor enkel vrouwen die ook mannen begon toe te laten. De eerste aflevering werd als test uitgezonden door de Amerikaanse televisiezender CBS, maar sloeg niet aan. In Canada werden wel alle zes afleveringen uitgezonden.

## Rolverdeling
- Heather Thomas - Sandi
- Alexa Kenin - Mousie
- Cathryn O'Neil - Elizabeth
- Tacey Phillips - Hope
- Jillian Kesner - Melba
- David Keith - Tucker Davis
- Christopher S. Nelson - Doug
- Michael Pasternak - Gobo
- Jane Rose - Mrs. Shelby